# Aeródromo de Pichilemu
El Aeródromo de Pichilemu (OACI: SCPM)  es un terminal aéreo ubicado en la ciudad chilena de Pichilemu, Región de O'Higgins. Es uno de los más antiguos de la región.
Este aeródromo es de carácter público, actualmente pertenece al Club Aéreo de Pichilemu, en préstamo de la Municipalidad de Pichilemu como un comodato. Ha sido utilizado en algunas ocasiones para eventos como visitas presidenciales, y aterrizajes de emergencia. La superficie del aeródromo es de 12.000 m². El terreno del aeródromo era de tierra, pero el Ministerio de Obras Públicas de Chile invirtió más de 300 millones de pesos en la pavimentación de la pista. Las obras de remodelación fueron inauguradas el 10 de septiembre de 2011.